# Per Godén
Per Godén (i riksdagen kallad Godén i Skälby), född 15 juli 1881 i Mora, död 8 juli 1967 i Sala, var en svensk lantbrukare och politiker (liberal). 
Per Godén var lantbrukare i Skälby i Sala landsförsamling, där han också var kommunalt verksam och bland annat var kommunalstämmans ordförande 1925. År 1921 var han riksdagsledamot i andra kammaren för Västmanlands läns östra valkrets. Under sin korta tid i riksdagen hann han lämna in två motioner om odlings- och väghållningsfrågor.